# أندرو باركر (ضابط استخبارات)
أندرو باركر (بالإنجليزية: Andrew Parker)‏ هو ضابط استخبارات بريطاني، ولد في 1962.